# Ko Ishikawa
Ko Ishikawa (石川 康, Ishikawa Kō, né le 10 mars 1970 à Santa Cruz, Bolivie) est un footballeur bolivien et japonais.

## Biographie
Né en Bolivie de parents d'origine d'Okinawa, Ko Ishikawa commença le football en Bolivie dans la prestigieuse Academia Tahuichi Aguilera. Considéré comme un joueur prometteur, il est sélectionné avec l'équipe de Bolivie de football des moins de 16 ans, pour les éditions 1985 et 1987 de la Coupe du monde de football des moins de 17 ans, mais il échoua les deux fois au premier tour. Il remporta le Championnat des moins de 17 ans de la CONMEBOL avec la Bolivie en 1986.
En 1988, il rejoint le club de Honda FC et part au Japon, sans rien remporter cette première année. De 1992 à 1997, il joua pour Verdy Kawasaki, remportant deux fois la J. League (1993 et 1994), une coupe du Japon et deux coupes de la Ligue japonaise. 
Il finit sa carrière à Nagoya Grampus Eight, pendant quatre saisons, remportant une coupe du Japon en 1999. Malgré ses bonnes prestations en clubs, il ne fut jamais sélectionné en équipe nationale du Japon.

## Clubs
- 1989-1992 :  Honda FC
- 1992-1997 :  Verdy Kawasaki
- 1998-2002 :  Nagoya Grampus Eight

## Palmarès
- Championnat des moins de 17 ans de la CONMEBOL
  - Vainqueur en 1986
- Championnat du Japon de football
  - Champion en 1993 et en 1994
  - Vice-champion en 1995
- Coupe du Japon de football
  - Vainqueur en 1996 et en 1999
- Coupe de la Ligue japonaise de football
  - Vainqueur en 1993 et en 1994
  - Finaliste en 1996
- Supercoupe du Japon de football
  - Finaliste en 2000